# Taxenbach
Taxenbach je městys v okrese Zell am See ve spolkové zemi Salcbursko v Rakousku. V roce 2014 zde žilo trvale 2 732 obyvatel. Obcí protéká řeka Salzach. V obci se nachází katolický farní kostel zasvědený svatému Ondřeji a v blízkosti leží ruiny hradu.

## Galerie

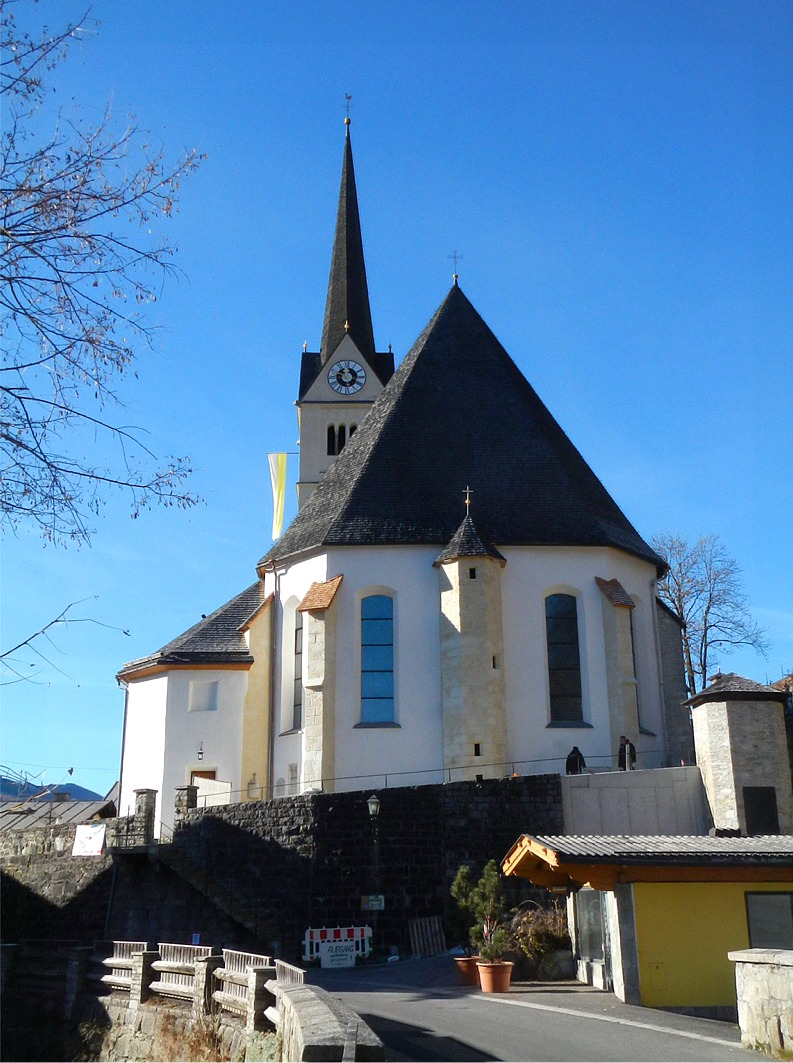
Farní kostel
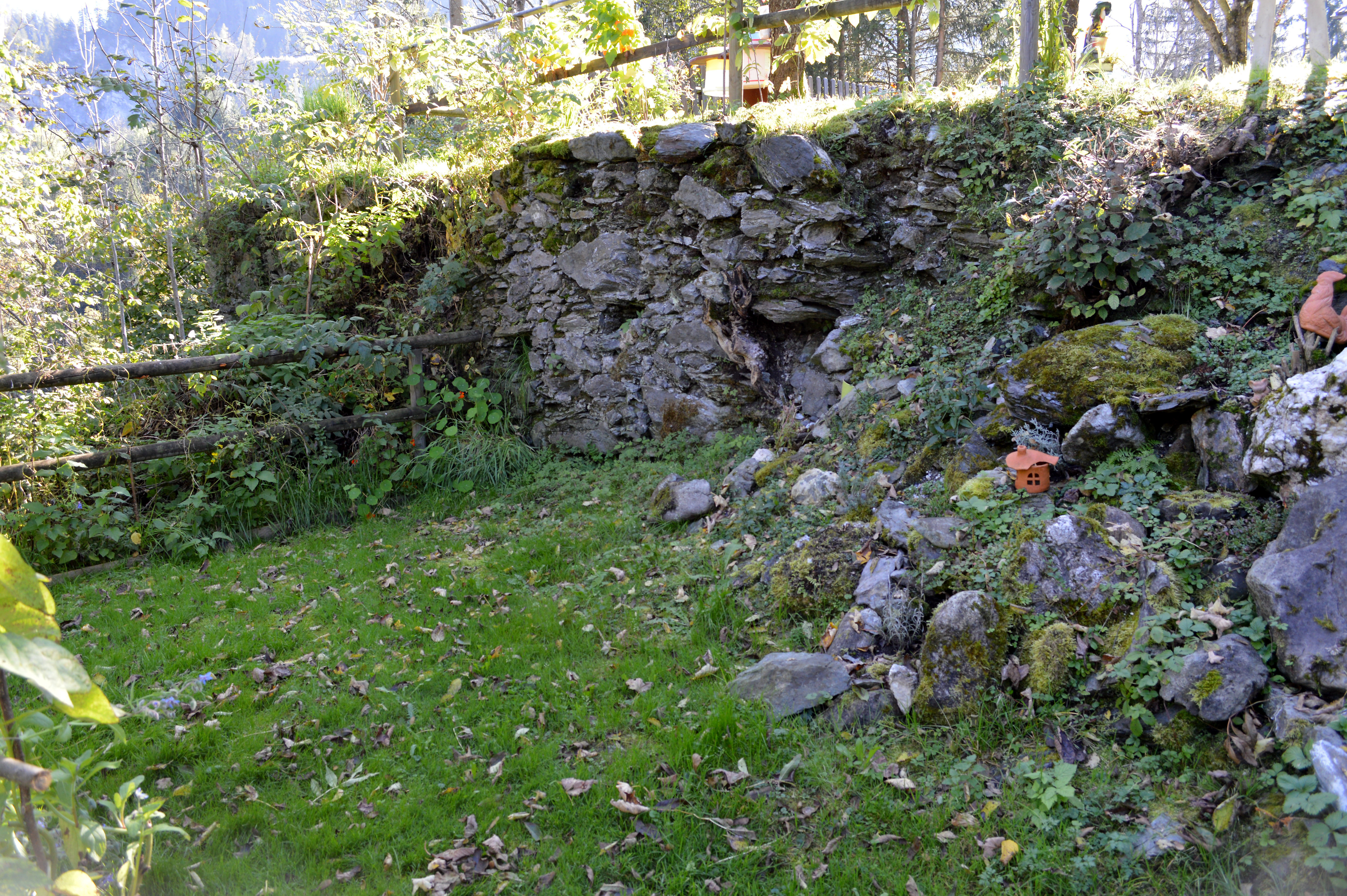
Ruiny nedalekého hradu